# Fiep Westendorp
Sophia Maria (Fiep) Westendorp (Zaltbommel, 17 december 1916 – Amsterdam, 3 februari 2004) was een Nederlands tekenares, die vooral bekend werd door de tekeningen van Jip en Janneke. Naast Jip en Janneke illustreerde Westendorp ook de vrouwenpagina van Het Parool en de boeken van onder anderen Annie M.G. Schmidt, Mies Bouhuys en Han G. Hoekstra. Daarnaast illustreerde ze reclamecampagnes en maakte ze muurschilderingen. Haar nalatenschap is ondergebracht in de stichting 'Fiep Westendorp Foundation'.

## Begin carrière
Westendorp wilde van jongs af aan illustratrice worden. Daarom ging zij na de hbs naar de Koninklijke School voor Kunst, Techniek en Ambacht (KTA) in 's-Hertogenbosch en vervolgens naar de Academie in Rotterdam. In 1937 kreeg ze haar eerste opdracht: het illustreren van de VVV-gids van Zaltbommel. Toen ze ging studeren heeft ze ca. een jaar ingewoond bij haar tante in Lekkerkerk. Van het gemeentebestuur van Lekkerkerk kreeg ze haar tweede opdracht: een wandversiering ("De Aalscholverkolonie") voor de nieuwe raadszaal. Westendorp brak haar studie af na het bombardement op Rotterdam in mei 1940, waarbij de academie werd verwoest.
In het begin van de oorlog woonde Westendorp in huis bij Clara Eggink en Jan Campert en maakte ze illustraties voor de tijdschriften Cinema en Theater en De Zakenwereld. Vanaf 1942 woonde ze bij haar ouders in Zaltbommel, waar ze werkte aan het vervalsen van persoonsbewijzen en voor de geallieerden situatietekeningen van de Waaloever maakte.
In 1941 illustreerde Westendorp met een pentekening van een vrouwenhoofd en een aalscholverkop een gedicht van Clara Eggink: De vrouw en de cormorant (Orpheus-serie nr.5 van A.A.M. Stols).
Via Adriaan Roland Holst en Simon Carmiggelt kwam ze na de Bevrijding in Amsterdam terecht bij Vrij Nederland en Het Parool, waarvoor ze wekelijks illustraties maakte. In journalistencafé Scheltema ontmoette Westendorp in 1947 Annie M.G. Schmidt. Het was het begin van een levenslange vriendschap. Hun legendarische samenwerking begon echter pas in 1952 met de avonturen van Jip en Janneke op de kinderpagina van Het Parool. Van 1952 t/m 1957 verschenen de avonturen van Jip en Janneke wekelijks in deze krant. Westendorp koos bij het illustreren van de verhaaltjes voor het silhouet. Tussen 1976 en 1984 tekende zij alle illustraties van Jip en Janneke opnieuw. Ze bleven silhouetten, maar werden compacter van vorm en strakker van lijn.
Later illustreerde Westendorp onder meer Pluk van de Petteflet, Otje en Floddertje. Ook illustreerde ze het boek Rijmpjes en versjes uit de nieuwe doos van Han G. Hoekstra en maakte ze reclametekeningen voor onder meer de KLM.

## Pim en Pom
Voor Mies Bouhuys maakte ze van 1957 tot 1968 de illustraties van de poezen Pim en Pom, de opvolgers van Jip en Janneke op de kinderpagina van Het Parool. Tijdens het archiveren van Westendorps tekeningen werden deze illustraties teruggevonden in plastic zakken in een badkamerkastje. De meer dan duizend illustraties van Pim en Pom vormen de basis voor de animatieserie De avonturen van Pim & Pom. De serie won in 2010 de Cinekid Award voor het beste kinderprogramma.

## Waardering

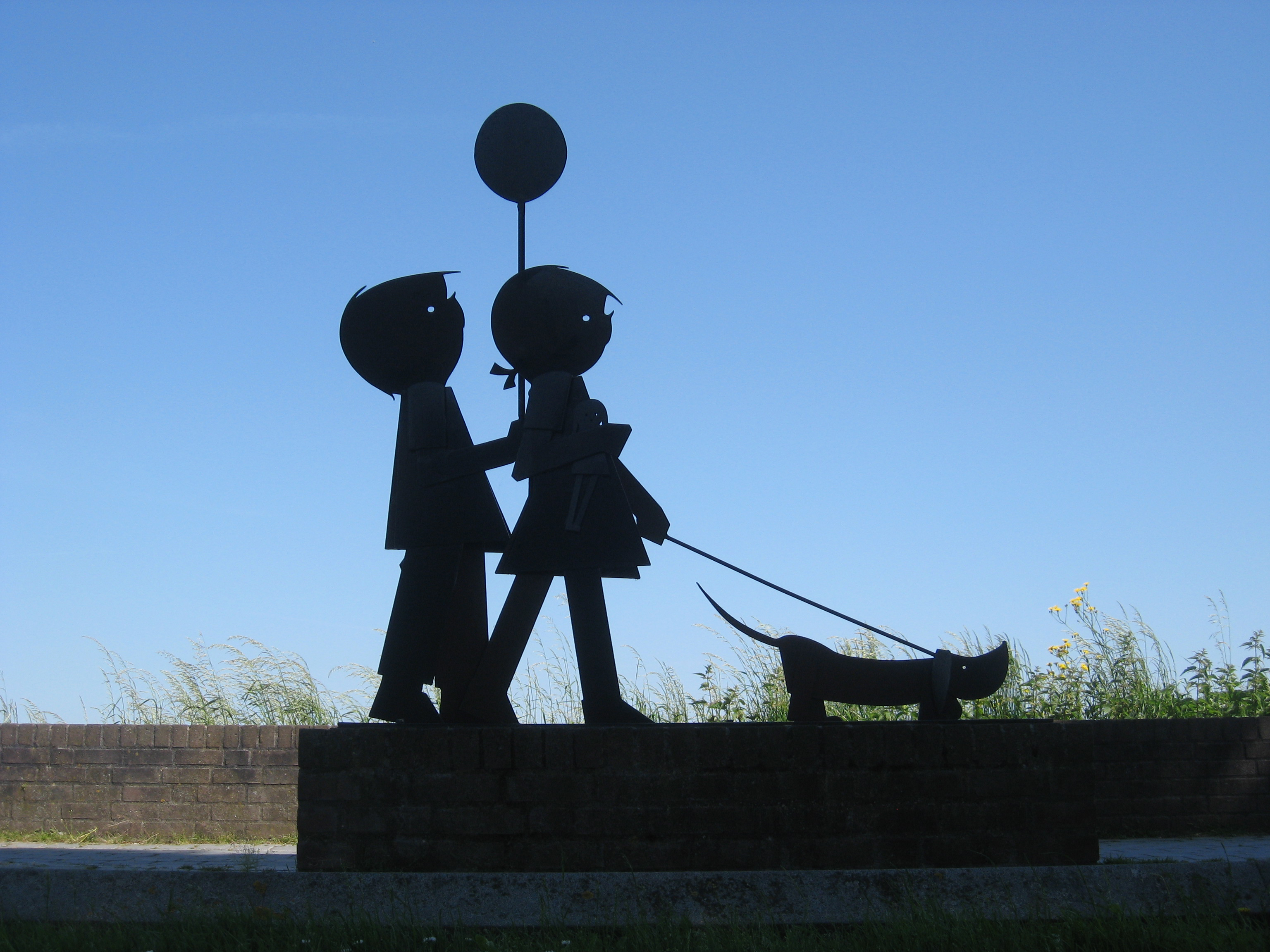
Jip en Janneke, gemaakt door Ton Koops, op de Waalkade

- Westendorp ontving in 1982 de erepenning van haar geboortestad Zaltbommel. In 1995 eerde de stad haar met een standbeeld van Jip en Janneke, gemaakt door Ton Koops, op de Waalkade.
- De Stichting voor Collectieve Propaganda voor het Nederlandse Boek (CPNB) riep in 1997 het Oeuvre Penseel in het leven, een speciale prijs voor de illustratrice omdat ze nog nooit een Gouden of Zilveren Penseel had gewonnen.[3]
- In Westendorps geboortestad Zaltbommel is tegenwoordig een Fiep Westendorplaan en -plein, en in Almere een Fiep Westendorpstraat. In Amsterdam is een brug en een basisschool naar Fiep Westendorp vernoemd.
- In het Maarten van Rossumhuis te Zaltbommel is bovendien een hele afdeling aan Fiep Westendorp en haar werk gewijd.
- In het Zeeuwse Kapelle is een gehele fietstunnel voorzien van tekeningen van Fiep Westendorp.

## Nalatenschap
Fiep Westendorp overleed op 87-jarige leeftijd aan een luchtweginfectie. Ze werd begraven op de Gemeentelijke Begraafplaats aan de Hilversumseweg in Laren in Noord-Holland.
Gioia Smid was door Westendorp aangewezen als de conservator en beheerder van haar werk. De illustratrice liet haar rechten op haar werk na aan de Fiep Westendorp Foundation. De met de boeken en merchandisingproducten gemaakte winst komt ten goede aan deze stichting, die onder meer kinderprojecten steunt. Het museum Stadskasteel Zaltbommel bevat een uitgebreide collectie objecten rond het leven en werk van Westendorp. De Fiep Westendorp Foundation schonk het museum een belangrijk deel van het interieur van haar woning, waaronder haar tekentafel met toebehoren.